# Голубовка (Барский район)
Голубовка (укр. Голубівка) — село на Украине, находится в Жмеринском районе Винницкой области.
Код КОАТУУ — 0520282406. Население по переписи 2001 года составляет 319 человек. Почтовый индекс — 23040. Телефонный код — 4341.
Занимает площадь 10,56 км².
До 17 июля 2020 года находилось в Барском районе Винницкой области.